# Sabela Arán
Sabela Arán Román (Santiago de Compostel·la, 25 de desembre de 1987) és una actriu gallega.

## Trajectòria

### Formació
Llicenciada en Comunicació Audiovisual (Especialitat en Guió i Direcció) per la Universitat de Santiago de Compostel·la (2005-2009), va fer el màster de "Actuació Cinematogràfica i TV" en la TAI (Escola Superior d'Arts i Espectacles) de Madrid (2009-2010) i estudis de doblatge en AM estudis, Madrid (2010-2012).

## Filmografia

### Llargmetratges
- Vilamor (Ignacio Vilar, 2012)
- Blockbuster (Tirso Calero, 2013)
- A Esmorga (Ignacio Vilar, 2014)[2]
- Lobos sucios (Simón Casal, 2015)
- Nove de novembro (2018)

### Televisió
- Matalobos (Televisió de Galícia, 2012)[3]
- Gran Hotel (Antena 3, 2013)
- Serramoura (Televisió de Galícia, 2014-; como Gloria Moscoso)[4]
- Códice (Televisió de Galícia, 2014; como Noelia)
- Viradeira (Televisió de Galícia, 2017; como Carmela)[5]
- Lobos e cordeiros (Televisió de Galícia, 2019; como Marta)
- Néboa (La 1, 2020; com Olaia)
- Baruca (Netflix, 2021;)

### Sèries web
- El gran pecado (Rafa Herrero, 2009)
- El Quid (Raúl García y Bruno Nieto, 2012)
- Clases de lo social (Pablo Cacheda, 2013)

### Curtmetratges
- Hismene y Polínices (Martin Lohse, 2009)
- Obsesión (Jorge López, 2009)
- ¿Dónde estás? (Rafa Herrero, 2010)
- 112 (Eneko Sebastián, 2010)
- Land of the End (Avelino Alonso, 2010)
- Destinado a sicario (Gillermo Rentería, 2010)
- Intro (Mario La, 2010)
- Lana pieza perdida (Ricardo González, 2010)
- Alma (Jesús Francisco Campaña, 2010)
- La lana luz de lanas las viere (Mario L. Folle, 2010)

## Guardons i nomenaments

### Premis Mestre Mateo
| Any  | Categoria                | Film            | Resultat   |
| ---- | ------------------------ | --------------- | ---------- |
| 2013 | Millor actriu            | Vilamor         | Guanyadora |
| 2015 | Millor actriu secundària | A Esmorga       | Nominada   |
| 2018 | Millor actriu            | Viradeira       | Nominada   |
| 2022 | Millor actriu            | Método criminal | Nominada   |